# Кубок Бразилії з футболу 2024
Кубок Бразилії з футболу 2024 — 36-й розіграш кубкового футбольного турніру у Бразилії. Титул кубка здобув Фламенгу.

## Календар
| Раунд        | Дата                        | Матчі | Клуби   |
| ------------ | --------------------------- | ----- | ------- |
| Перший раунд | 20 лютого – 3 березня 2024  | 40    | 92 → 52 |
| Другий раунд | 7–14 березня 2024           | 20    | 52 → 32 |
| 1/16 фіналу  | 30 квітня – 23 травня 2024  | 32    | 32 → 16 |
| 1/8 фіналу   | 31 липня – 9 серпня 2024    | 16    | 16 → 8  |
| 1/4 фіналу   | 29 серпня – 13 вересня 2024 | 8     | 8 → 4   |
| 1/2 фіналу   | 2–18 жовтня 2024            | 4     | 4 → 2   |
| Фінал        | 3–10 листопада 2024         | 2     | 2 → 1   |

## 1/8 фіналу
| Команда 1           | Заг.         | Команда 2           | 1-й матч | 2-й матч |
| ------------------- | ------------ | ------------------- | -------- | -------- |
| Фламенгу            | 2–1          | Палмейрас           | 2–0      | 0–1      |
| Атлетіку Гоянієнсі  | 1–2          | Васко да Гама       | 1–1      | 0–1      |
| Атлетіку Паранаенсі | 5–2          | Ред Булл Брагантіно | 2–0      | 3–2      |
| Сан-Паулу           | 2–0          | Гояс                | 2–0      | 0–0      |
| КРБ                 | 2–5          | Атлетіку Мінейру    | 2–2      | 0–3      |
| Ботафого            | 1–2          | Баїя                | 1–1      | 0–1      |
| Корінтіанс          | 0–0 пен. 3–1 | Греміо              | 0–0      | 0–0      |
| Жувентуде           | 5–4          | Флуміненсе          | 3–2      | 2–2      |

## 1/4 фіналу
| Команда 1     | Заг.         | Команда 2           | 1-й матч | 2-й матч |
| ------------- | ------------ | ------------------- | -------- | -------- |
| Васко да Гама | 3–3 пен. 5–4 | Атлетіку Паранаенсі | 2–1      | 1–2      |
| Сан-Паулу     | 0–1          | Атлетіку Мінейру    | 0–1      | 0–0      |
| Баїя          | 0–2          | Фламенгу            | 0–1      | 0–1      |
| Жувентуде     | 3–4          | Корінтіанс          | 2–1      | 1–3      |

## 1/2 фіналу
| Команда 1        | Заг. | Команда 2     | 1-й матч | 2-й матч |
| ---------------- | ---- | ------------- | -------- | -------- |
| Атлетіку Мінейру | 3–2  | Васко да Гама | 2–1      | 1–1      |
| Фламенгу         | 1–0  | Корінтіанс    | 1–0      | 0–0      |

## Фінал
| Команда 1 | Заг. | Команда 2        | 1-й матч | 2-й матч |
| --------- | ---- | ---------------- | -------- | -------- |
| Фламенгу  | 4–1  | Атлетіку Мінейру | 3–1      | 1–0      |